# (4783) Wasson
Pour les articles homonymes, voir Wasson.
(4783) Wasson est un astéroïde de la ceinture principale.

## Description
(4783) Wasson est un astéroïde de la ceinture principale. Il fut découvert le 12 janvier 1983 à l'Observatoire Palomar par Carolyn S. Shoemaker. Il présente une orbite caractérisée par un demi-grand axe de 2,55 UA, une excentricité de 0,21 et une inclinaison de 16,6° par rapport à l'écliptique.

## Compléments